# Disturbios en Inglaterra de 2011

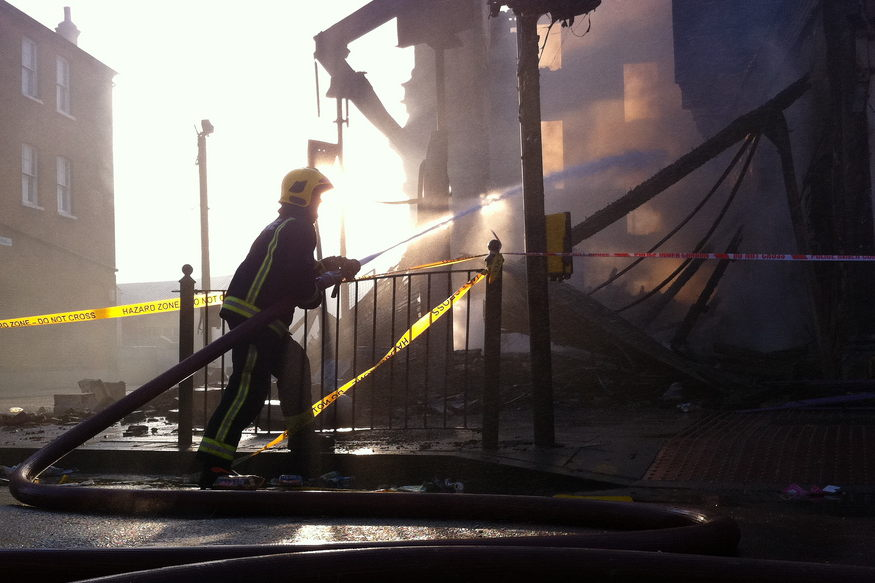
Un bombero de Londres en acción.

Los disturbios del Reino Unido de 2011 fueron una serie de desórdenes públicos y saqueos ocurridos en el Reino Unido. Estos disturbios se iniciaron en el barrio londinense de Tottenham el 6 de agosto de 2011, tras el asesinato de Mark Duggan, un joven de 29 años padre de cuatro hijos, de raza negra, que murió por disparos de la Policía Metropolitana de Londres.
Al día siguiente, estos disturbios se extendieron a otras zonas de Londres, como en Wood Green, Enfield Town y Ponders End, y más tarde a otras ciudades inglesas (incluyendo Birmingham, Wolverhampton, Nottingham, West Bromwich, Bristol, Lincoln, Mánchester, y Salford). Los ataques estuvieron dirigidos contra la policía, a la vez que muchos locales comerciales fueron saqueados y algunos edificios incendiados. Al menos 35 policías resultaron heridos.
Los desórdenes parecen tener su origen en la mala relación con la policía que tiene la comunidad de origen africano en Inglaterra, así como en el desempleo crónico y la falta de acceso a la educación de las personas de esa comunidad en Gran Bretaña.

## Contexto

### Contexto histórico
Se ha dicho de ellos que son "los peores disturbios desde los incidentes de Brixton de 1995", y que "los fuegos que queman Londres no son tan numerosos e intensos desde el bombardeo de Londres por los alemanes en la Segunda Guerra Mundial". Los incidentes se han reproducido en ciudades con una importante población de origen africano, como Birmingham, donde se habían levantado protestas por la muerte de Kingsley Burrell. Se cree que estos disturbios son similares a los disturbios de Broadwater Farm en 1985, durante los cuales el oficial de policía Keith Blakelock murió en los enfrentamientos.
Los disturbios habían sido precedidos por llamadas a una mejor vigilancia por parte de la Policía Metropolitana, que venía observando la posibilidad de otro levantamiento como los sucedidos después de la muerte de Stephen Lawrence y la muerte de 13 personas negras en el incidente de New Cross Fire. Durante el verano de 2011 ha habido importantes marchas pacíficas en contra de la violencia de Scotland Yard en los barrios pobres y de población migrante, como resultado de la muerte de Smiley Culture, pero han sido eventos con poca trascendencia.
Son varias las causas que intentan explicar los desórdenes, que la prensa y políticos han sugerido como factores de trasfondo y que varían de enfoque según a quién se le asigne responsabilidad sobre los hechos, que van desde el nivel de pobreza, el desempleo y una supuesta baja movilidad social en la sociedad inglesa, o la descomposición social de una "subcultura delictiva" que vería en la violencia de pandillas un acto de recreación y la aparente ética oportunista de los saqueadores.

### La muerte de Mark Duggan
El tiroteo por la policía que acabó con la vida de Mark Duggan tuvo lugar durante un arresto planeado el 4 de agosto de 2011 en el puente de Ferry Lane, cerca de la estación de Tottenham Hale.
En el incidente un policía resultó herido, lo que obligó a abrir una investigación sobre lo ocurrido. No están muy claras aún cuáles fueron las causas que llevaron a la policía a arrestar a Duggan, aunque todo parece indicar que formaba parte de un arresto en el marco de la Operación Trident, que investiga crímenes de armas y tráfico de drogas entre la población negra en Londres. Aparentemente, Duggan habría estado involucrado por comercio de cocaína y como miembro de la organización Star Gang.
Los amigos y allegados de Duggan aseguran que este estaba desarmado en el momento del tiroteo que acabó con su vida.
Por su parte, la policía sostiene que cargaba con una pistola de mano, pero no hay pruebas que confirmen que Duggan disparara contra la policía.
Después del tiroteo, los medios de comunicación informaron ampliamente que la bala que fue encontrada en una radio de la policía implicaba a Duggan. Varios días después The Guardian informó que las pruebas iniciales de balística realizadas a las balas recuperadas de la radio de la policía y otra bala que también se le había atribuido a Duggan eran "muy distintas".

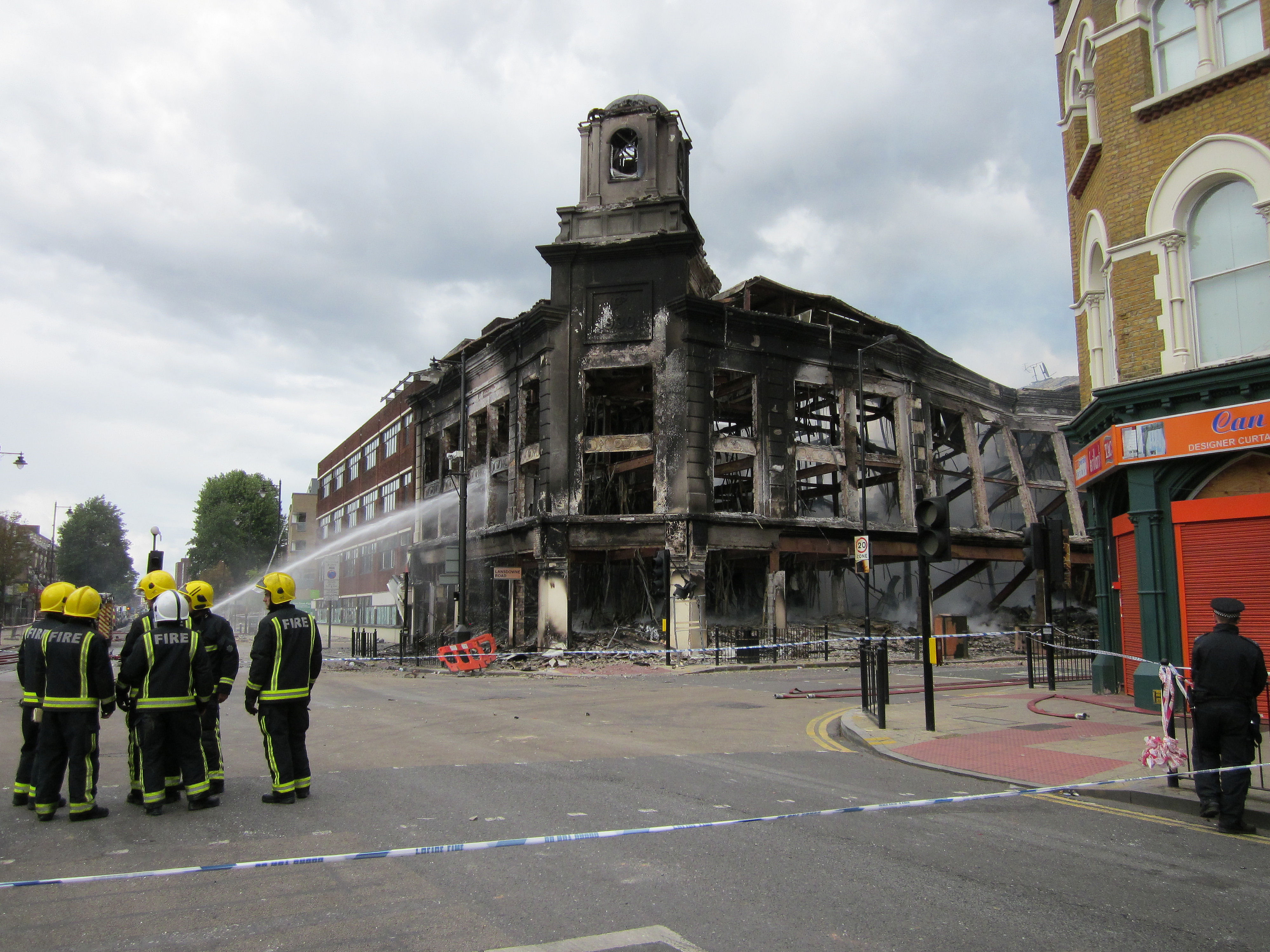
El barrio de Tottenham después de los disturbios.

### Distritos de Haringey y Hackney
Tottenham mantiene una población multicultural con una importante mezcla de grupos étnicos, donde está presente una de las más grandes y significativas poblaciones de inmigrantes de África y el Caribe y/o descendientes de los mismos. Igualmente se encuentran algunas comunidades con más o menos miembros de ascendencia u origen colombiano, kurdo, turco, somalí, irlandés y de Europa del Este, convirtiendo a Tottenham del Sur en el área con mayor diversidad étnica dentro de Europa, con cerca de 300 idiomas hablados por sus residentes. De acuerdo con David Lammy MP, Tottenham tiene una de las más altas tasas de desempleo en Londres y la octava más alta en el Reino Unido ubicándose como uno de los lugares con mayores índices de pobreza dentro del país.
Tottenham ha sido reconocido durante las últimas tres décadas, como uno de los principales bastiones para pandillas, tráfico ilegal de drogas y armas del Reino Unido, presentando un incremento en el número de pandillas y violencia relacionada con estas, principalmente por crímenes con drogas o venganzas entre pandillas. Producto de esto, se registra el incremento y reconocimiento de diferentes pandillas en el área, destacando las pandillas Tottenham Mandem, de Hackney, el incremento en las áreas que rodean el distrito de Tottenham, y la creación de un cartel del crimen organizado conocido como la Mafia Turca.
Esta zona destaca también por una creciente tensión entre grupos afrocaribeños y la policía, desde 1985, e incluso antes de esa fecha. Ese año, durante los disturbios de Broadwater Farm se produjeron represalias en contra de algunos grupos étnicos, que causaron desconfianza de la población hacia las fuerzas policíaacas.

## Causas
Si bien son varias las causas que pueden explicar los desórdenes, entre las que la prensa y los políticos han sugerido, se encuentran los siguientes:
- Muerte de Mark Duggan por parte de la policía.
- Lento actuar por parte de la policía para explicar el incidente de Mark Duggan a la población.
- Tensiones y desconfianza de algunas minorías, jóvenes, y clase baja hacia la policía.[4][21]
- Oportunismo y codicia por parte de saqueadores.[13]
- Violencia Recreacional.[12]
- Apología a la cultura de pandillas.
- Irresponsabilidad Social.[22]
- Altas tasa de desempleo y recortes en los servicios públicos.[23][24][25][26][27][21]
- Crisis Económica.[28][29][30][31][21]
- Racismo, exclusión social y altos índices de pobreza, junto con un sentimiento de ampliación de la brecha social.[32][33]
- Sentimiento "Underclass" (desclasado social, usado en el sentido de una orientación al trabajo fácil o gratificación inmediata).[34]
- Un sentido de "derecho" al disturbio entre la juventud británica.

## 8 de agosto
El 8 de agosto de 2011, los incidentes se propagaron a otras localidades inglesas, como Birmingham, Mánchester, Liverpool, Nottingham y Brístol. El balance asciende a 200 detenidos y 35 policías heridos.

## Opinión de la población
En una búsqueda de opinión de la empresa YouGov, realizado entre el 8 y 9 de agosto, 2.534 adultos se les pidió a los británicos lo que fue la principal causa de los disturbios.
- 42% creen que la causa fue el comportamiento criminal
- 26% echar la culpa en la cultura de pandillas
- 8% cree que la causa es una reducción del presupuesto del gobierno
- 5% creen que la causa es el desempleo
- 5% dijo que las causas son las tensiones raciales
- 3% piensa que la principal causa es la falta de actuación policial
- 11% no saben o no opinó.